# Phengaris juenana
Phengaris juenana är en fjärilsart som beskrevs av Forster 1940. Phengaris juenana ingår i släktet Phengaris och familjen juvelvingar. Inga underarter finns listade i Catalogue of Life.